# Al Aaliya
Otok Al Aaliya (ar. جزيرة العالية‎, Jazīrat ‘Alya) je otok smješten uz obalu općine Al Daayen u Kataru, sjeverno od Bisernog otoka.
To je mali, niski otok, smeđe boje, s malim vrhom na istočnom kraju, koji leži oko 6 km sjeverno od otoka Al Safliya. Između ova dva otoka nalazi se umjetni Biserni otok koji je izgrađen krajem 2000-ih. U prošlosti je njegov istočni vrh bio koristan kao oznaka za ulazak u luku Al Bidda.